# Agrilus pensus
Agrilus pensus é uma espécie de inseto do género Agrilus, família Buprestidae, ordem Coleoptera.
Foi descrita cientificamente por Horn, 1891.